# Erupção de raio X
Erupção de raio X, sempre associada a um emissor intenso de raios X são uma classe de estrelas binárias, no caso um binário de raio X, as quais tem periódicas erupções luminosas de raios X. Tais sistemas binários contém uma estrela de nêutrons e um companheiro em acreção.